# Afrectopius kenyae
Afrectopius kenyae är en stekelart som beskrevs av Heinrich 1936. Afrectopius kenyae ingår i släktet Afrectopius och familjen brokparasitsteklar. Inga underarter finns listade i Catalogue of Life.